# Maison Romanet
La maison Romanet est un édifice situé à Eymoutiers, en France.

## Localisation
La maison est située dans le département français de la Haute-Vienne, sur la commune de Eymoutiers.

## Historique
La maison est inscrite au titre des monuments historiques le 22 décembre 1986.